# Ármannsfell
L'Ármannsfell, toponyme islandais signifiant en français « la montagne d'Ármann » du nom d'un personnage mi-homme mi-troll, est un volcan d'Islande situé dans le sud-ouest du pays, au nord des Þingvellir et du Þingvallavatn et au sud-ouest du Skjaldbreiður. Culminant à une altitude de 760 mètres, elle domine le Þingvallahraun et les Þingvallaskógar au sud. La montagne est un tuya, un ancien volcan sous-glaciaire édifié sous d'importantes quantités de glaces et désormais dégagé des glaciers. Elle se situe à l'aplomb des failles occidentales délimitant les Þingvellir.

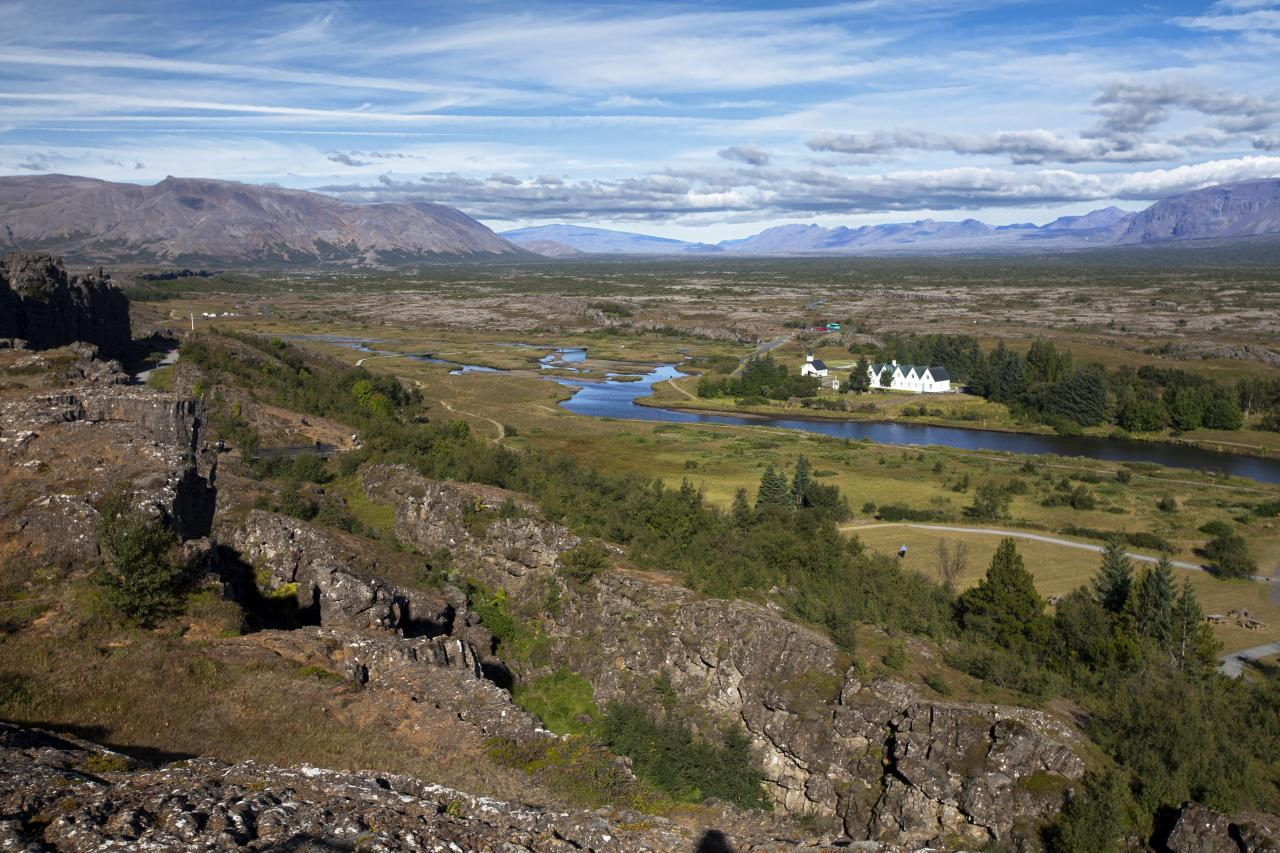
Vue de la partie septentrionale des Þingvellir avec au premier plan la Öxará dominés à droite par la Hrafnabjörg, à gauche par l'Ármannsfell ; au dernier plan au centre se trouve le Skjaldbreiður.